# Hardtberg
Hardtberg este cel mai mic district al orașului Bonn, el este situat în vestul orașului și a luat ființă în anul 1970, în trecut aparținând împreună cu localitățile Duisdorf, Hardthöhe, Lengsdorf de Duisdorf.

## Politică
Cele 19 locuri din consiliul local au fost distribuite astfel:

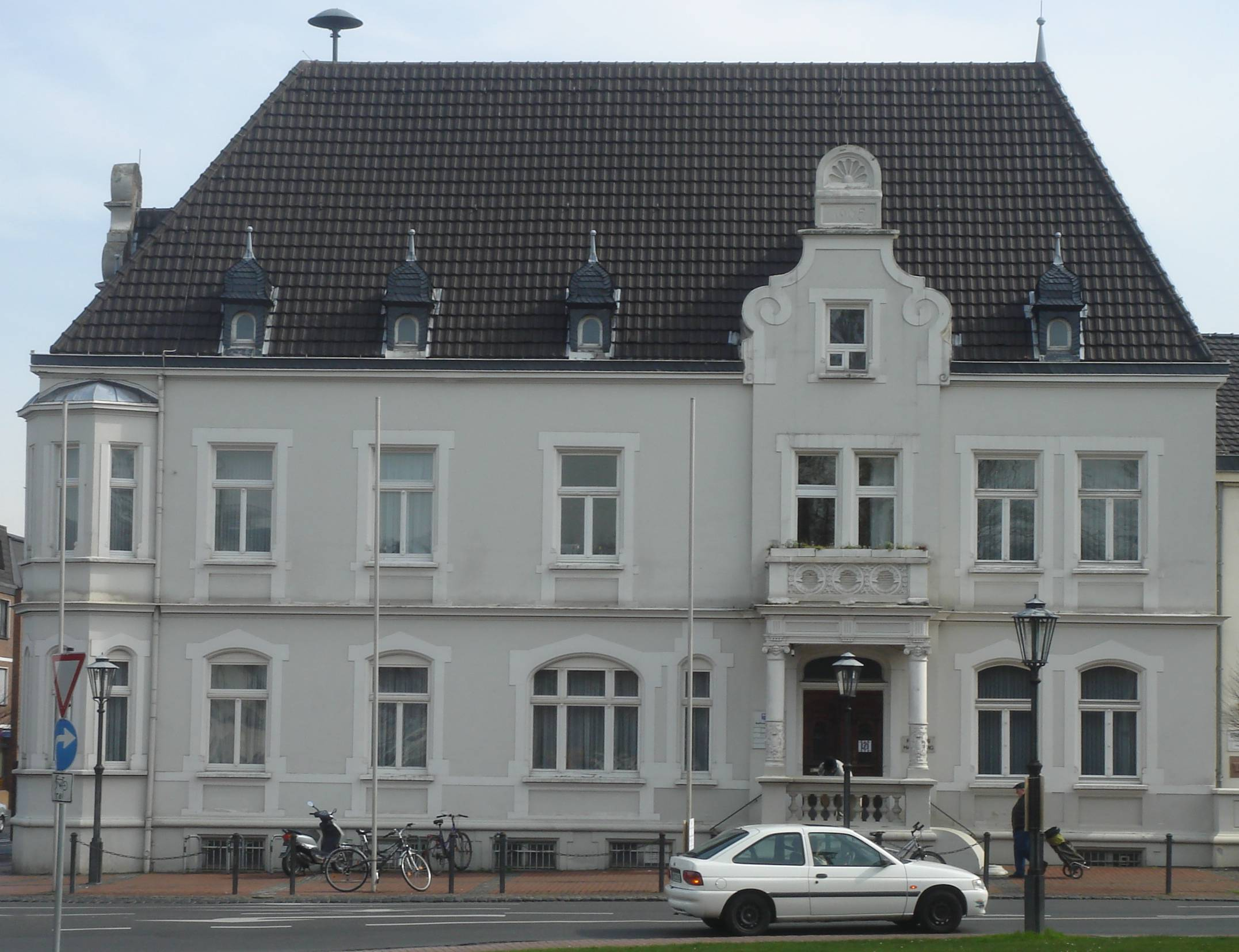
Primăria Hardtberg in Duisdorf

| Partid           | 2004 | 2009 | 2014 |
| ---------------- | ---- | ---- | ---- |
| CDU              | 9    | 8    | 8    |
| SPD              | 5    | 4    | 4    |
| Grüne            | 3    | 3    | 3    |
| FDP              | 1    | 2    | 1    |
| Die Linke        | -    | 1    | 1    |
| Pro NRW          | -    | 1    | 1    |
| Bürger Bund Bonn | 1    | -    | 1    |